# Eutelia caustiplaga
Eutelia caustiplaga är en fjärilsart som beskrevs av George Francis Hampson 1905. Eutelia caustiplaga ingår i släktet Eutelia och familjen nattflyn. Inga underarter finns listade i Catalogue of Life.